# Thông tin giải trí
Thông tin giải trí (tiếng Anh: infotainment) hay còn gọi là truyền thông mềm, là một loại hình truyền thông, thường là trên sóng truyền hình, chuyên mang đến sự kết hợp giữa tin tức, thông tin và hình thức giải trí. Thuật ngữ này thường được dùng để phản kháng lại những tin tức khô cứng vốn mang tính chất nghiêm trọng hơn. Nhiều website và ứng dụng mạng xã hội đang hiện hữu tự mô tả là thông tin giải trí cũng đã đem đến sự đa dạng các dịch vụ và chức năng.